# Ich schreibe
Ich schreibe (Eigenschreibweise: ich schreibe) war eine vom Zentralhaus für Kulturarbeit der DDR herausgegebene didaktische Zeitschrift für Laienschriftsteller, vornehmlich in den „Zirkeln schreibender Arbeiter“.

## Geschichte
In Karl-Marx-Stadt war im Juni 1960 während der Arbeiterfestspiele die „1. Konferenz schreibender Arbeiter“ abgehalten worden. Aus der Zeitschrift Volkskunst wurde daraufhin aufgrund eines dort gefassten Beschlusses der Bereich „literarisches Laienschaffen“ unter dem Titel ich schreibe. Zeitschrift für die Zirkel schreibender Arbeiter und Genossenschaftsbauern als Fachausgabe ausgegliedert. Das erste Monatsheft erschien im August 1960 im DIN-A4-Format und hatte 20 paginierte Seiten (mit Umschlag eigentlich 24). Der Preis betrug eine Mark. Herausgegeben wurde es vom Zentralhaus für Kulturarbeit der DDR und verlegt vom Friedrich Hofmeister Musikverlag. Als Chefredakteur zeichnete im Vorwort Hanns Maaßen, im Impressum wurde Andreas Leichsenring angegeben, der für die ersten beiden Jahrgänge diese Funktion innehatte. Von 1962 bis 1966 übernahm Maaßen dessen Aufgabe. Mit seinem Amtsantritt lautete der Untertitel nun Zeitschrift für schreibende Arbeiter und Genossenschaftsbauern, Zirkel und Zirkelleiter. 1965 erfolgte eine erneute Änderung in Zeitschrift für schreibende Arbeiter. Fachausgabe der „Volkskunst“. Ab Juni 1966 verantwortete Leichsenring wieder die Chefredaktion. In den Jahren 1968 bis 1970 gab es fünf Doppelnummern mit verdoppeltem Umfang. Der Chefredakteursposten wechselte 1971 zu Ursula Dauderstädt (* 13. Januar 1942, † 14. Februar 2015). Weitere Veränderungen betrafen den Untertitel (Zeitschrift für die Bewegung schreibender Arbeiter), das Format (DIN-A5), die Seitenzahl (durch das verkleinerte Format 48 Seiten) und die Einrichtung von Rubriken. 1971 kehrte Leichsenring als Chefredakteur zurück. Der Heftpreis blieb beständig bei einer Mark. Ab Heft 1/1973 erschien ich schreibe im Eigenverlag des Zentralhauses und ab der zweiten Jahreshälfte gab es nur noch 96-seitige Quartalshefte zum Preis von zwei Mark; demzufolge ist Heft 8/1973 das letzte Heft des Jahres (IV. Quartal). 1974 leitete Dauderstädt wieder die Redaktion. Anfang 1980 änderte sich der Verlagsname in Zentralhaus-Publikation und der Schriftzug im Stil der 1950er Jahre wurde modernisiert. Im Untertitel fehlte zwischen 1980 und 1982 ein „r“, sodass er Zeitschrift für die Bewegung schreibende Arbeiter lautete. Statt 96 Seiten waren die Hefte vom III. Quartal 1983 an nur noch 88 Seiten, einmal (Heft 3 für das III. Quartal 1984) sogar nur 80 Seiten, stark. Von 1987 bis zur Einstellung 1989 wurde die bisherige Abfolge der Umschlagfarbe der einzelnen Hefte durch ein für alle Quartalsausgaben geltendes intensives Blau abgelöst.
Arbeitsproben von Neulingen wurden zu keinem Zeitpunkt honoriert. Das vierte Quartalsheft 1989 mit dem Redaktionsschluss 1. August 1989 war das letzte erschienene Heft, der darin auf der 3. Umschlagseite genannte Redaktionsbeirat bestand aus Anita Baldauf (Leipzig), Prof. Dr. Rüdiger Bernhardt (Halle/S.), Günter Hartmann (Magdeburg), Christian Hofmann (Augustusburg), Gerd E. König (Greiz), Hans Schmidt (Berlin) und Norbert Weiß (Dresden).

## Zielgruppe
Gemäß der Kurzbeschreibung in der Postzeitungsliste für die Deutsche Demokratische Republik brachte die Zeitschrift „methodische und anleitende Beiträge für schreibende Arbeiter und Bauern, für Zirkel und Zirkelleiter, und veröffentlicht literarische Arbeiten.“ Das Heft sollte ein Unterstützungswerkzeug sein für all diejenigen, „die zur Feder gegriffen haben, um ihre Umwelt, unseren sozialistischen Aufbau, unser neues Leben literarisch zu gestalten“ Es sollte ferner „als Helfer [dienen] für die ungezählten Arbeiter und Bauern, die Brigadetagebücher oder Dorfchroniken führen, und zur Anleitung der Zirkel und Zirkelleiter“.
Laut Maaßen entstand die Zeitschrift „nach der 1. Bitterfelder Konferenz im Ergebnis der damals überall spürbar werdenden Bemühungen werktätiger Menschen, nicht nur an der Werkbank oder im Labor, sondern auch mit der Feder in den großen Prozeß der sozialistischen Umgestaltung einzugreifen.“ Des Weiteren führte er aus: „Der arbeitende Mensch rückte in den Mittelpunkt der […] neuen Schreiber, und das verlieh ihren oft noch ungelenken literarischen Versuchen die eigene Note. […] Was sie anpackten, war goldrichtig, wie sie es gestalteten oftmals unzulänglich, was ihnen fehlte, war einfach das Handwerkszeug. Das wollte ich schreibe vermitteln helfen.“ Zu beziehen waren die Ausgaben über den Postzeitungsvertrieb und den Buchhandel.

## Inhalt
In den ersten Heften überwogen noch die Berichte aus den Zirkeln und Arbeitsgruppen und von Dorfveranstaltungen und Arbeiterfestspielen sowie über Wettbewerbe und Lehrgänge. Des Weiteren ergänzten Beilagen die Heftinhalte, die später fest integrierte Bestandteile werden sollten. Eine 48-seitige mit dem Titel Wie schreibt man Reportagen, Skizzen und Porträts? befand sich in Heft 2/1960. Für die Folgehefte stellte Reiner Kunze seine Literaturbriefe zur Verfügung. Die diesen adäquate heftinterne Fortsetzungsserie „Lehrbriefe“, die regelmäßig die Literaturgattungen und Stilmittel behandelte, gab es allerdings bereits seit der ersten Ausgabe. Als zweite feste Einrichtung war ab Nummer 2/1960 fast immer die „Sprachecke“ vertreten, die sich verschiedener Sprachprobleme annahm. In dieser Phase der Beilagen erschien auch (in Heft 3/1960) eine rein politische, in der Bekenntnisse von Schreibenden zum Marxismus-Leninismus/Sozialismus beziehungsweise zur UdSSR/DDR abgedruckt waren. Mit Beginn des Jahres 1965 verschwanden „Sprachecke“ und „Lehrbrief“, dafür gab es Analysen gestandener Autoren, zum Beispiel Zur Personencharakterisierung bei Heinrich Mann oder Zur Darstellung der Arbeit bei Hans Marchwitza oder Zur Bildhaftigkeit der Sprache im Balladenwerk Stephan Hermlins, und vermehrt Arbeitsproben der schreibenden Arbeiter mit sich anschließenden Gutachten, das heißt kritischen Anmerkungen. Obwohl Wolfgang Hilbig 1965 seinen Zirkel wegen seiner Weigerung, sich den kulturpolitischen Vorgaben unterzuordnen, verlassen musste, gewährte ihm ich schreibe 1966 die Veröffentlichung von vier seiner „dunkel-melancholischen“ Gedichten.
Die Formatänderung 1971 unter Ursula Dauderstädt brachte eine durchgängige Rubrikzuordnung mit sich. Es bildeten sich bis 1972 folgende Rubriken, die nicht immer alle bedient wurden, heraus: Zum Einstieg gab es eine „Anordnung“ oder einen „Aufruf“ oder Bestimmungen in Sachen „Kulturpolitik“ oder „Kulturrecht“. Es folgten die Rubriken „Interview“, „Erfahrungen“, „Leseraussprache“, „Kommentar“, „Information“, „Vorgestellt“, „Literatur“, selten die sich ähnelnden „Theorie“, „Methodik“ und „Untersuchung“ und schließlich „Neue Bücher“ und „Rezensionen“. In der Rubrik „Erfahrungen“ erschien zum Beispiel der Artikel Neubeginn nach einem Mißerfolg. Für Meldungen aus den Schreibzirkeln und Veranstaltungshinweise gab es die Rubrik „Information“. Buchauszüge aus Belletristik, aber auch aus Lehrbüchern wurden innerhalb der Rubrik „Literatur“ abgedruckt. Speziell für die Zeitschrift verfasste Anleitungen zum „guten Schreiben“ und literaturwissenschaftliche Essays fielen unter die Rubrik „Theorie“. Die Titel lauteten beispielsweise Poesie und bildende Kunst (Peter Arlt, 4/1972) oder Die Gestaltung des Arbeiters (Rüdiger Bernhardt, 4/1974). Westdeutsche Literatur wurde innerhalb von „Untersuchung“ betrachtet. Getrennt nach den Rubriken „Rezensionen“ und „Neue Bücher“ wurden die eingehend begutachteten und die lediglich aufgeführten Neuerscheinungen vorgestellt.
Ursula Dauderstädt wünschte sich im letzten Heft 1989 für 1990 Texteinsendungen über Alltagserfahrungen, über das, was den Autoren „auf den Nägeln brennt“, Texte, denen ein „produktives Spannungsverhältnis des Schreibenden zur Natur, zur Gesellschaft, zu seinem sozialen Umfeld“ innewohnt. Die Produktion von ich schreibe wurde daraufhin eingestellt.